# Spermacoce meyeniana
Spermacoce meyeniana är en måreväxtart som beskrevs av Wilhelm Gerhard Walpers. Spermacoce meyeniana ingår i släktet Spermacoce och familjen måreväxter.
Artens utbredningsområde är Filippinerna. Inga underarter finns listade i Catalogue of Life.